# Macrovipera lebetinus
Vipère lébétine, Vipère du Levant
Espèce
Synonymes
- Coluber lebetinus Linnaeus, 1758
- Vipera lebetina (Linnaeus, 1758)
- Vipera obtusa Dwigubsky, 1832
- Vipera lebetina obtusa Dwigubsky, 1832
- Vipera euphratica Martin, 1838
- Vipera lebetina euphratica Martin, 1838
- Vipera peilei Murray, 1892
- Vipera lebetina peilei Murray, 1892
- Vipera lebetina turanica Cernov, 1940
- Vipera lebetina transmediterranea Nilson & Andrén, 1988
- Vipera lebetina chernovi Chikin & Szczerbak, 1992

Macrovipera lebetinus, la Vipère lébétine ou Vipère du Levant, est une espèce de serpents de la famille des Viperidae.

## Répartition
Cette espèce se rencontre :
- dans le sud de la Russie, en Arménie, en Azerbaïdjan, en Géorgie, en Turquie, à Chypre ;
- en Syrie, au Liban, en Israël, en Jordanie, en Arabie saoudite, en Irak, en Iran ;
- au Turkménistan, en Ouzbékistan, au Kazakhstan, au Tadjikistan, en Afghanistan, au Pakistan, en Inde.

Les populations des Cyclades en Grèce sont classées par certains auteurs dans une espèce à part  entière : Macrovipera schweizeri. Mais selon des travaux récents il s'agirait plutôt d'une sous-espèce qui se nomme alors Macrovipera lebetina schweizeri.
Les populations de vipères autrefois classées dans cette espèce présentes au Maroc, en Algérie, en Tunisie et en Libye constituent aujourd'hui une autre espèce au sein d'un autre genre : Daboia mauritanica. Cependant, quelque spécimens provenant du nord de l'Algérie et de Tunisie qui sont conservés depuis longtemps dans des muséums ont bien été rattachés à cette espèce, constituant une sous-espèce particulière du nom de Macrovipera lebetina transmediterranea, remarquable par son isolement géographique vis-à-vis du cœur de l'aire de répartition de l'espèce. Mais les nombreuses recherches menées sur le terrain par les herpétologues n'ont pas permis de la retrouver.

## Description

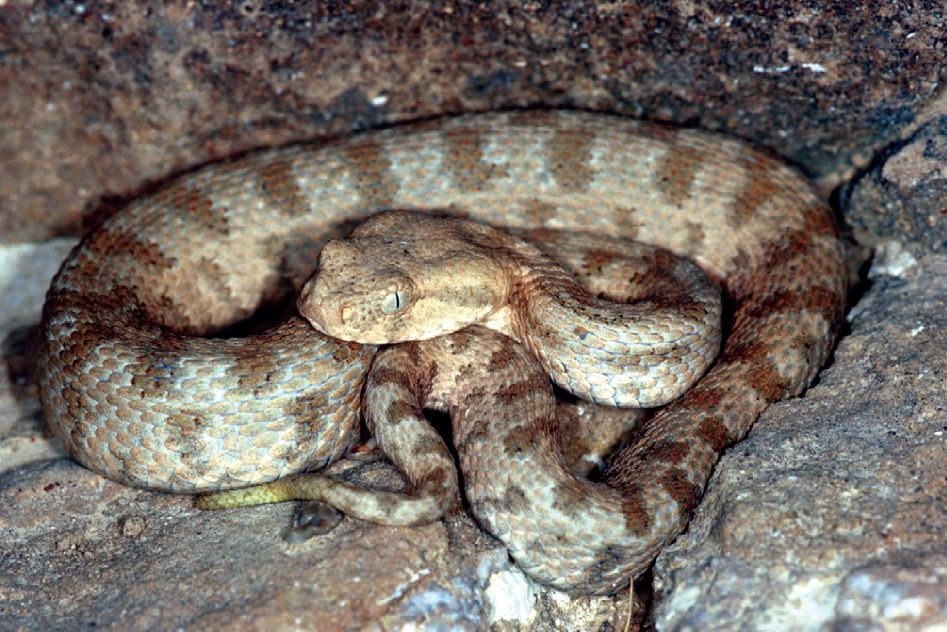
Macrovipera lebetina obtusa

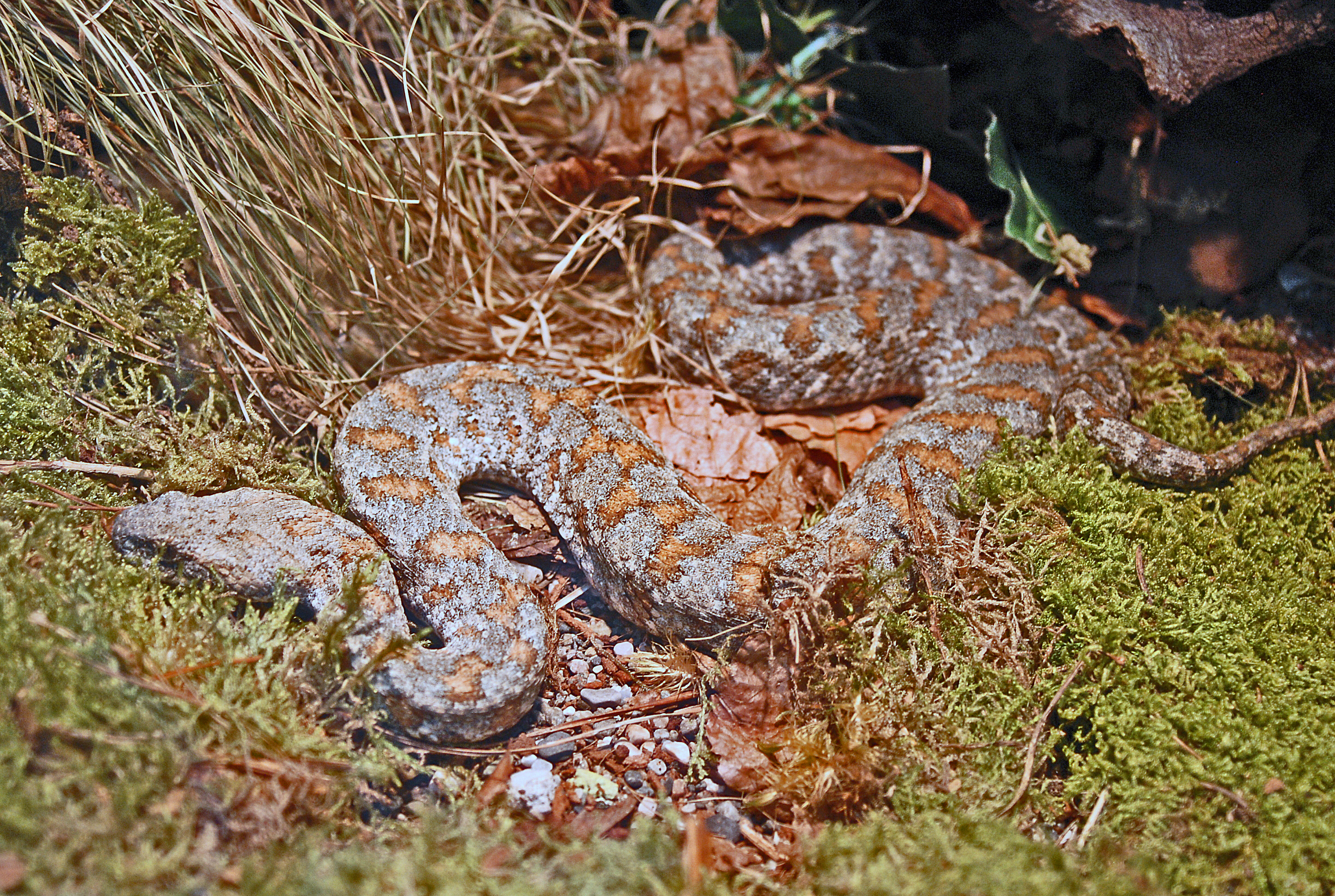
Le camouflage de la vipère lébétine est remarquable. Elle ressemble à un paquet de pierres.

C'est une très grosse vipère, trapue avec un corps assez large et aplati. La tête est triangulaire et très distincte du cou. Elle mesure généralement entre 90 et 130 cm à l'âge adulte. Elle peut atteindre 150 cm et même exceptionnellement dépasser les 2 m. Les records connus sont de 214 cm pour la sous-espèce obtusa et 230 cm pour le sous-espèce nominale. Sa taille varie géographiquement. Ainsi le record connu à Chypre, qui est peuplée par la sous-espèce nominale, n'est que de 153 cm, tandis que la sous-espèce schweizeri, endémique des Cyclades, mesure en moyenne 65-75 cm pour un maximum connu de 107 cm.
La coloration est très variable mais elle est généralement assez claire et terne, le plus souvent grisâtre comme la pierre, mais aussi beige, sable, jaunâtre, olivâtre ou gris bleuté. Sur cette couleur de fond il y a généralement une ornementation faiblement contrastée, brune ou rose-orangée, constituée d'une double rangé de taches dorsales reliées ou non par une ligne dorsale fine, le tout formant parfois un vague zigzag dorsal, auxquelles s'ajoutent des rangés de taches latérales sur les flancs. Ces dessins peuvent être à peine visibles ou absents, notamment chez la sous-espèce obtusa qui est souvent uniforme. Chez la plupart des sous-espèces certains individus sont uniformément brun-rouge ou brique. Le dessus de la tête n'a généralement pas de dessin, sinon ils sont très estompés.

## Venimosité
C'est un serpent venimeux à denture solénoglyphe. Son venin, cytotoxique et hémotoxique, est très actif et ses glandes à venin en contiennent en grande quantité. L'envenimation est grave pour l'homme et peut être mortelle sans traitement. Elle nécessite une prise en charge médicale d'urgence. Le venin cause des nécroses importantes qui rendent parfois nécessaire l'amputation du membre mordu.
C'est une espèce craintive qui fuit généralement l'homme, avec une certaine rapidité malgré sa taille. Menacée, elle souffle et peut aplatir son cou (un peu comme un cobra, mais de façon moins marquée). Elle est très réactive et mord en projetant la moitié de son corps en avant si l’intrus est très proche.

## Liste des sous-espèces
Selon The Reptile Database (6 octobre 2022) :
- Macrovipera lebetinus lebetinus (Linnaeus, 1758)
- Macrovipera lebetinus cernovi (Chikin & Szczerbak, 1992)
- Macrovipera lebetinus obtusa (Dwigubsky, 1832)
- Macrovipera lebetinus peilei (Murray, 1892)
- Macrovipera lebetinus schweizeri (Werner, 1935)
- Macrovipera lebetinus transmediterranea (Nilson & Andrén, 1988)
- Macrovipera lebetinus turanica (Cernov, 1940)

## Systématique
Le nom valide complet (avec auteur) de ce taxon est Macrovipera lebetinus (Linnaeus, 1758).
L'espèce a été initialement classée dans le genre Coluber sous le protonyme Coluber lebetinus Linnaeus, 1758.
Ce taxon porte en français les noms vernaculaires ou normalisés suivants : Vipère du Levant, Vipère lébétine.
Macrovipera lebetinus a pour synonymes :
- Coluber lebetinus Linnaeus, 1758
- Daboia lebetina subsp. transmediterranea
- Macrovipera lebetina subsp. cypriensis Reuss, 1933
- Vipera euphratica Martin, 1838
- Vipera lebetina subsp. euphratica Schmidt, 1939
- Vipera lebetina subsp. transmediterranea Nilson & Andrén, 1988
- Vipera lebetina subsp. turanica Chernov, 1939
- Vipera lebetina Boulenger, 1920
- Vipera obtusa Dwigubsky, 1832
- Vipera peilei Murray, 1892

Reconnue durant longtemps sous le nom Macrovipera lebetina, ce nom a été changé en Macrovipera lebetinus pour respecter les règles d'accord de genre (Fretey, 2019).

## Étymologie
Il existe deux interprétations différentes de ce nom :
- « lebetinus » peut faire référence à son origine au Levant (Schleich et al., 1996)
- il peut faire référence à un vase funéraire (λέβης / lébês), en référence à un avertissement de danger (Lescure & Le Garff, 2006 ; Fretey, 2019).

## Publications originales
- Chikin & Szczerbak, 1992 : New subspecies of Vipera lebetina chernovi ssp. nov.. (Reptilia, Viperidae) from Middle Asia [in Russian]. Vestnik Zoologii, Kiev, vol. 1992, no 6, p. 45-49.
- Dwigubsky, 1832 : Herpeozoa, or animals reptilious. Natural History of Animals of Russian Empire, Moscou.
- Linnaeus, 1758 : Systema naturae per regna tria naturae, secundum classes, ordines, genera, species, cum characteribus, differentiis, synonymis, locis, ed. 10 (texte intégral).
- Murray, 1892 : The zoology of Beloochistan and southern Afghanistan. (Reptiles and Batrachia). Bombay, p. 66—73.
- Nilson & Andrén, 1988 : Vipera lebetina transmediterranea, a new subspecies of viper from North Africa, with remarks on the taxonomy of V. lebetina and V. mauritanica (Reptilia: Viperidae). Bonner Zoologische Beiträge, vol. 39, no 6, p. 371-379 (texte intégral).
- Terentiev & Cernov, 1940 : Synopsis des Reptiles et des Amphibiens d'URSS. 2nd ed., p. 1-183.